# Polkit
polkit (anciennement PolicyKit) est une bibliothèque logicielle libre permettant aux applications s'exécutant avec des droits restreints d'interagir avec des services privilégiés du système. À la différence d'autres méthodes permettant une élévation des privilèges comme sudo, le processus ne se voit pas attribuer les droits superutilisateur, ce qui permet un contrôle fin au niveau du système de ce que peuvent faire ou non les utilisateurs. polkit fonctionne sur les systèmes de type Unix et fait partie du projet freedesktop.org.
Lors de la sortie de la version 0.106 en juin 2012, le projet changea de nom, passant de PolicyKit à polkit, pour souligner la réécriture du projet et la modification de l'API, cassant de fait la compatibilité ascendante.[réf. nécessaire]

## Utilisation
polkit est intégré aux distributions Ubuntu (depuis la version 8.04), Fedora (depuis la version 8), Mandriva (depuis la version 2008.1) et OpenSUSE (depuis la version 10.3).

## Polémique
Certains utilisateurs Linux sont ulcérés par certains choix de polkit. Ainsi Linus Torvalds affirme que les gens qui considèrent qu'il est nécessaire de demander le mot de passe superutilisateur pour changer l'heure d'un ordinateur ou pour configurer une imprimante sont des idiots.
D'autres utilisateurs s'insurgent contre le principe même de polkit. Selon eux, sa fonctionnalité peut être implémentée sans utiliser les ressources système nécessaires pour le fonctionnement de polkit, surtout compte tenu du fait que la plupart de ses fonctions existent déjà sous d'autres formes. De plus, ils font remarquer que polkit est tellement compliqué qu'il a été nécessaire de lui incorporer un interpréteur JavaScript afin de pouvoir le configurer, ce qui soulève de nouveaux problèmes de sécurité et va ainsi à l'encontre du but recherché.
David Zeuthen, le développeur principal de polkit, justifie l'inclusion d'un interpréteur JavaScript en écrivant qu'il serait bien, face à l'impossibilité de fournir une configuration qui satisfasse tous les utilisateurs, de fournir une solution qui permette de remédier aux sérieux problèmes rencontrés lors de l'utilisation de polkit, problèmes qui font qu'il n'a jamais bien fonctionné. Selon lui, ceci indique que nous avons besoin d'une sorte de langage de programmation.